# Primera División B 2022 (Paraguay)
El campeonato de la Primera División B 2022 del fútbol paraguayo, fue la octogésima edición de un campeonato oficial de Tercera División, denominada actualmente Primera División B, organizado por la Asociación Paraguaya de Fútbol. En esta edición compitieron 17 equipos.
El club Deportivo Recoleta logró el ascenso en la fecha 32 y en la fecha 33 se consagró campeón. 24 de Septiembre VP se consagró subcampeón en la última fecha, lo que le otorgó el ascenso a la División Intermedia.
Al otro extremo los clubes Fulgencio Yegros y General Caballero ZC descendieron en la última fecha del campeonato.

## Sistema de competición
El modo de disputa se mantendría al igual que en las temporadas precedentes el de todos contra todos a partidos de ida y vuelta, es decir a dos rondas compuestas por 17 jornadas cada una con localía recíproca. Se consagrará campeón el equipo que acumule la mayor cantidad de puntos al término de las 34 fechas.
En caso de paridad de puntos entre dos contendientes, se define el título en un partido extra. De existir más de dos en disputa, se resuelve según los siguientes parámetros:
1) saldo de goles;
2) mayor cantidad de goles marcados;
3) mayor cantidad de goles marcados en condición de visitante;
4) sorteo.

## Producto de la clasificación
- El torneo coronará al 80° campeón en la historia de la Tercera División.[1]
- El campeón del torneo, obtendrá directamente su ascenso a la Segunda División. El subcampeón tendrá derecho a disputar la tercera plaza con el subcampeón de la Primera B Nacional.
- Los dos equipos que terminen en las últimas posiciones de la tabla de promedios descenderán a la Cuarta División.

## Ascensos y descensos
| Pos | Ascendidos a Segunda División |
| --- | ----------------------------- |
| 1.º | Atlético Colegiales           |
| 2.º | Martín Ledesma                |

| Pos | Descendidos a Primera División C |
| --- | -------------------------------- |
| 15º | Pilcomayo                        |
| 16º | 12 de Octubre SD                 |

| Pos  | Descendidos de la Segunda División |
| ---- | ---------------------------------- |
| 16.° | Deportivo Capiatá                  |
| 17.° | Fulgencio Yegros                   |
| 18º  | General Díaz                       |

| Pos | Ascendidos de la Primera División C |
| --- | ----------------------------------- |
| 1.º | General Caballero ZC                |
| 2.º | Silvio Pettirossi                   |

## Equipos participantes

### Localización
La mayoría de los clubes (9) se concentra en el departamento Central. En tanto que ocho se encuentran a corta distancia en la capital del país.
| Distrito capital/Departamento | Cantidad | Equipos |
| ----------------------------- | -------- | --- |
| Departamento Central          | 9        | 24 de Setiembre VP (Areguá), Deportivo Capiatá (Capiatá), Olimpia (Itá), 29 de Setiembre (Luque), Fulgencio Yegros (Ñemby), Cristóbal Colón JAS (Julián Augusto Saldívar), Cristóbal Colón (Ñemby), Sportivo Limpeño (Limpio), General Díaz (Luque) |
| Asunción                      | 8        | 3 de Febrero, 3 de Noviembre, Atlántida, Presidente Hayes, Atlético Tembetary, Deportivo Recoleta, General Caballero ZC, Silvio Pettirossi |

### Información de equipos
Listado de los equipos que disputarán este torneo. El número de equipos participantes para esta temporada es de 17.
| Equipo               | Ciudad                  | Estadio                    | Capacidad | Fundación                |
| 24 de Setiembre VP   | Areguá                  | Próculo Cortázar           | 2.500     | 20 de noviembre de 1970  |
| 29 de Setiembre      | Luque                   | Salustiano Zaracho         | 3.500     | 30 de abril de 1942      |
| 3 de Febrero         | Asunción                | 3 de Febrero               | 500       | 10 de marzo de 1949      |
| 3 de Noviembre       | Asunción                | Rubén Ramírez              | 1.500     | 15 de mayo de 1959       |
| Atlántida            | Asunción                | Flaviano Díaz              | 1.000     | 23 de diciembre de 1906  |
| Olimpia              | Itá                     | Manuel Gamarra             | 5.000     | 8 de marzo de 1921       |
| Deportivo Capiatá    | Capiatá                 | Lic. Erico Galeano Segovia | 15.000    | 4 de septiembre de 2008  |
| Fulgencio Yegros     | Ñemby                   | Parque Fulgencio Yegros    | 1.000     | 14 de mayo de 1924       |
| Cristóbal Colón JAS  | Julián Augusto Saldívar | Herminio Ricardo           | 3.000     | 12 de octubre de 1913    |
| Cristóbal Colón (Ñ)  | Ñemby                   | Pablo Patricio Bogarín     | 2.500     | 12 de octubre de 1925    |
| Atlético Tembetary   | Asunción                | Complejo Tembetary         | 500       | 3 de agosto de 1912      |
| Sportivo Limpeño     | Limpio                  | Optaciano Gómez            | 1.800     | 16 de julio de 1914      |
| Presidente Hayes     | Asunción                | Félix Cabrera              | 5.000     | 8 de noviembre de 1907   |
| Deportivo Recoleta   | Asunción                | Roque Battilana            | 6.000     | 12 de febrero de 1931    |
| General Díaz         | Luque                   | General Adrián Jara        | 4.000     | 22 de septiembre de 1917 |
| General Caballero ZC | Asunción                | Hugo Bogado Vaceque        | 5.000     | 6 de septiembre de 1918  |
| Silvio Pettirossi    | Asunción                | Bernabé Pedrozo            | 4000      | 11 de marzo de 1926      |
| -------------------- | ----------------------- | -------------------------- | --------- | ------------------------ |

## Clasificación
| Pos. | Equipo                    | Pts. | PJ | G  | E  | P  | GF | GC | Dif. |  |
| ---- | ------------------------- | ---- | -- | -- | -- | -- | -- | -- | ---- |  |
| 1    | Deportivo Recoleta (A, C) | 68   | 32 | 20 | 8  | 4  | 63 | 34 | +29  |  |
| 2    | 24 de Setiembre VP (A)    | 63   | 32 | 18 | 9  | 5  | 66 | 45 | +21  |  |
| 3    | Atlántida                 | 61   | 32 | 18 | 7  | 7  | 51 | 30 | +21  |  |
| 4    | Atlético Tembetary        | 59   | 32 | 17 | 8  | 7  | 66 | 38 | +28  |  |
| 5    | 3 de Noviembre            | 58   | 32 | 16 | 10 | 6  | 52 | 37 | +15  |  |
| 6    | Deportivo Capiatá         | 54   | 32 | 14 | 12 | 6  | 54 | 30 | +24  |  |
| 7    | General Díaz              | 53   | 32 | 16 | 5  | 11 | 55 | 40 | +15  |  |
| 8    | Presidente Hayes          | 46   | 32 | 12 | 10 | 10 | 45 | 40 | +5   |  |
| 9    | Silvio Pettirossi         | 39   | 32 | 10 | 9  | 13 | 44 | 49 | −5   |  |
| 10   | Cristóbal Colón (Ñ)       | 37   | 32 | 9  | 10 | 13 | 33 | 40 | −7   |  |
| 11   | 29 de Setiembre           | 37   | 32 | 10 | 7  | 15 | 38 | 59 | −21  |  |
| 12   | Olimpia (Itá)             | 36   | 32 | 9  | 9  | 14 | 41 | 43 | −2   |  |
| 13   | Cristóbal Colón JAS       | 35   | 32 | 8  | 11 | 13 | 37 | 48 | −11  |  |
| 14   | General Caballero ZC (D)  | 28   | 32 | 8  | 4  | 20 | 27 | 52 | −25  |  |
| 15   | 3 de Febrero FBC          | 28   | 32 | 7  | 7  | 18 | 48 | 73 | −25  |  |
| 16   | Fulgencio Yegros (D)      | 23   | 32 | 4  | 11 | 17 | 34 | 60 | −26  |  |
| 17   | Sportivo Limpeño          | 17   | 32 | 2  | 11 | 19 | 25 | 61 | −36  |  |

Actualizado a los partidos jugados el 23 de octubre de 2022.
 Fuente: APF
| Campeón y Subcampeón | Ascendidos a División Intermedia. |

## Fixture
- Los horarios son correspondientes a la hora local de verano (UTC-3) y horario estándar (UTC-4), Asunción, Paraguay.

### Primera vuelta
| Fecha 1                    | Fecha 1   | Fecha 1              | Fecha 1                 | Fecha 1     | Fecha 1 |
| Local                      | Resultado | Visitante            | Estadio                 | Día         | Hora    |
| -------------------------- | --------- | -------------------- | ----------------------- | ----------- | ------- |
| Cristóbal Colón (Ñ)        | 2 - 1     | 3 de Noviembre       | River Plate             | 25 de marzo | 15:00   |
| Atlético Tembetary         | 1 - 1     | Deportivo Capiatá    | Complejo Tembetary      | 26 de marzo | 10:00   |
| Atlántida                  | 3 - 0     | Olimpia (Itá)        | Juan B. Ruiz Díaz       | 26 de marzo | 16:15   |
| Fulgencio Yegros           | 0 - 1     | 29 de Setiembre      | Parque Fulgencio Yegros | 27 de marzo | 15:15   |
| Silvio Pettirossi          | 1 - 1     | Sportivo Limpeño     | Bernabé Pedrozo         | 27 de marzo | 15:15   |
| Deportivo Recoleta         | 3 - 2     | General Díaz         | Roque Battilana         | 27 de marzo | 15:15   |
| 24 de Setiembre VP         | 1 - 0     | Presidente Hayes     | Próculo Cortázar        | 27 de marzo | 15:15   |
| 3 de Febrero FBC           | 4 - 0     | General Caballero ZC | Ricardo Brugada         | 27 de marzo | 15:15   |
| Libre: Cristóbal Colón JAS |           |                      |                         |             |         |

| Fecha 2              | Fecha 2   | Fecha 2             | Fecha 2             | Fecha 2    | Fecha 2 |
| Local                | Resultado | Visitante           | Estadio             | Día        | Hora    |
| -------------------- | --------- | ------------------- | ------------------- | ---------- | ------- |
| General Díaz         | 1 - 0     | Silvio Pettirossi   | Adrián Jara         | 1 de abril | 10:00   |
| Deportivo Capiatá    | 1 - 1     | 24 de Setiembre VP  | Erico Galeano       | 1 de abril | 10:00   |
| Presidente Hayes     | 0 - 1     | Deportivo Recoleta  | Félix Cabrera       | 2 de abril | 15:15   |
| Sportivo Limpeño     | 2 - 0     | Fulgencio Yegros    | Optaciano Gómez     | 2 de abril | 15:15   |
| Olimpia (Itá)        | 2 - 2     | 3 de Febrero FBC    | Manuel Gamarra      | 3 de abril | 15:15   |
| General Caballero ZC | 0 - 2     | Cristóbal Colón (Ñ) | Hugo Bogado Vaceque | 3 de abril | 15:15   |
| 3 de Noviembre       | 1 - 2     | Atlético Tembetary  | Rubén Ramírez       | 3 de abril | 15:15   |
| 29 de Setiembre      | 0 - 0     | Cristóbal Colón JAS | Salustiano Zaracho  | 3 de abril | 15:15   |
| Libre: Atlántida     |           |                     |                     |            |         |

| Fecha 3                | Fecha 3   | Fecha 3              | Fecha 3                 | Fecha 3     | Fecha 3 |
| Local                  | Resultado | Visitante            | Estadio                 | Día         | Hora    |
| ---------------------- | --------- | -------------------- | ----------------------- | ----------- | ------- |
| Deportivo Recoleta     | 0 - 0     | Deportivo Capiatá    | Roque Battilana         | 8 de abril  | 10:00   |
| Fulgencio Yegros       | 1 - 3     | General Díaz         | Parque Fulgencio Yegros | 9 de abril  | 10:00   |
| Atlético Tembetary     | 3 - 1     | General Caballero ZC | Complejo Tembetary      | 9 de abril  | 10:00   |
| Cristóbal Colón JAS    | 1 - 1     | Sportivo Limpeño     | Herminio Ricardo        | 10 de abril | 15:15   |
| Silvio Pettirossi      | 0 - 0     | Presidente Hayes     | Bernabé Pedrozo         | 10 de abril | 15:15   |
| 24 de Setiembre VP     | 0 - 2     | 3 de Noviembre       | Próculo Cortázar        | 10 de abril | 15:15   |
| Cristóbal Colón (Ñ)    | 0 - 1     | Olimpia (Itá)        | Pablo Patricio Bogarín  | 10 de abril | 15:15   |
| 3 de Febrero FBC       | 1 - 2     | Atlántida            | Ricardo Brugada         | 10 de abril | 15:15   |
| Libre: 29 de Setiembre |           |                      |                         |             |         |

| Fecha 4                 | Fecha 4   | Fecha 4             | Fecha 4             | Fecha 4     | Fecha 4 |
| Local                   | Resultado | Visitante           | Estadio             | Día         | Hora    |
| ----------------------- | --------- | ------------------- | ------------------- | ----------- | ------- |
| Presidente Hayes        | 1 - 0     | Fulgencio Yegros    | Félix Cabrera       | 16 de abril | 10:00   |
| General Díaz            | 3 - 0     | Cristóbal Colón JAS | Adrián Jara         | 16 de abril | 15:00   |
| Atlántida               | 1 - 0     | Cristóbal Colón (Ñ) | Juan B. Ruiz Díaz   | 16 de abril | 15:15   |
| Sportivo Limpeño        | 3 - 3     | 29 de Setiembre     | Optaciano Gómez     | 16 de abril | 15:15   |
| 3 de Noviembre          | 1 - 1     | Deportivo Recoleta  | Rubén Ramírez       | 17 de abril | 10:15   |
| Olimpia (Itá)           | 0 - 1     | Atlético Tembetary  | Manuel Gamarra      | 17 de abril | 15:15   |
| General Caballero ZC    | 0 - 3     | 24 de Setiembre VP  | Hugo Bogado Vaceque | 17 de abril | 15:15   |
| Deportivo Capiatá       | 2 - 1     | Silvio Pettirossi   | Erico Galeano       | 18 de abril | 10:00   |
| Libre: 3 de Febrero FBC |           |                     |                     |             |         |

| Fecha 5                 | Fecha 5   | Fecha 5              | Fecha 5                 | Fecha 5     | Fecha 5 |
| Local                   | Resultado | Visitante            | Estadio                 | Día         | Hora    |
| ----------------------- | --------- | -------------------- | ----------------------- | ----------- | ------- |
| Deportivo Recoleta      | 2 - 1     | General Caballero ZC | Roque Battilana         | 22 de abril | 10:00   |
| Fulgencio Yegros        | 0 - 4     | Deportivo Capiatá    | Parque Fulgencio Yegros | 23 de abril | 10:00   |
| Atlético Tembetary      | 2 - 2     | Atlántida            | Complejo Tembetary      | 23 de abril | 10:00   |
| Cristóbal Colón (Ñ)     | 5 - 0     | 3 de Febrero FBC     | Pablo Patricio Bogarín  | 23 de abril | 15:15   |
| 29 de Setiembre         | 1 - 6     | General Díaz         | Salustiano Zaracho      | 24 de abril | 15:15   |
| Cristóbal Colón JAS     | 1 - 3     | Presidente Hayes     | Herminio Ricardo        | 24 de abril | 15:15   |
| Silvio Pettirossi       | 1 - 2     | 3 de Noviembre       | Bernabé Pedrozo         | 24 de abril | 15:15   |
| 24 de Setiembre VP      | 5 - 3     | Olimpia (Itá)        | Próculo Cortázar        | 24 de abril | 15:15   |
| Libre: Sportivo Limpeño |           |                      |                         |             |         |

| Fecha 6                    | Fecha 6   | Fecha 6             | Fecha 6             | Fecha 6     | Fecha 6 |
| Local                      | Resultado | Visitante           | Estadio             | Día         | Hora    |
| -------------------------- | --------- | ------------------- | ------------------- | ----------- | ------- |
| 3 de Febrero FBC           | 0 - 3     | Atlético Tembetary  | Ricardo Brugada     | 27 de abril | 15:15   |
| Atlántida                  | 1 - 2     | 24 de Setiembre VP  | Juan B. Ruiz Díaz   | 27 de abril | 15:15   |
| Olimpia (Itá)              | 1 - 1     | Deportivo Recoleta  | Manuel Gamarra      | 27 de abril | 15:15   |
| General Caballero ZC       | 0 - 3     | Silvio Pettirossi   | Hugo Bogado Vaceque | 27 de abril | 15:15   |
| 3 de Noviembre             | 2 - 1     | Fulgencio Yegros    | Rubén Ramírez       | 27 de abril | 15:15   |
| Deportivo Capiatá          | 2 - 1     | Cristóbal Colón JAS | Erico Galeano       | 27 de abril | 15:15   |
| Presidente Hayes           | 2 - 1     | 29 de Setiembre     | Félix Cabrera       | 27 de abril | 15:15   |
| General Díaz               | 2 - 1     | Sportivo Limpeño    | Adrián Jara         | 27 de abril | 16:30   |
| Libre: Cristóbal Colón (Ñ) |           |                     |                     |             |         |

| Fecha 7             | Fecha 7   | Fecha 7              | Fecha 7                 | Fecha 7     | Fecha 7 |
| Local               | Resultado | Visitante            | Estadio                 | Día         | Hora    |
| ------------------- | --------- | -------------------- | ----------------------- | ----------- | ------- |
| Sportivo Limpeño    | 2 - 2     | Presidente Hayes     | Optaciano Gómez         | 30 de abril | 15:15   |
| 29 de Setiembre     | 1 - 2     | Deportivo Capiatá    | Salustiano Zaracho      | 1 de mayo   | 10:00   |
| Fulgencio Yegros    | 1 - 0     | General Caballero ZC | Parque Fulgencio Yegros | 1 de mayo   | 10:00   |
| 24 de Setiembre VP  | 4 - 2     | 3 de Febrero FBC     | Próculo Cortázar        | 1 de mayo   | 10:00   |
| Cristóbal Colón JAS | 0 - 0     | 3 de Noviembre       | Herminio Ricardo        | 1 de mayo   | 10:00   |
| Silvio Pettirossi   | 1 - 0     | Olimpia (Itá)        | Bernabé Pedrozo         | 1 de mayo   | 15:15   |
| Deportivo Recoleta  | 1 - 2     | Atlántida            | Roque Battilana         | 1 de mayo   | 15:15   |
| Atlético Tembetary  | 1 - 1     | Cristóbal Colón (Ñ)  | River Plate             | 2 de mayo   | 10:00   |
| Libre: General Díaz |           |                      |                         |             |         |

| Fecha 8                   | Fecha 8   | Fecha 8             | Fecha 8                | Fecha 8   | Fecha 8 |
| Local                     | Resultado | Visitante           | Estadio                | Día       | Hora    |
| ------------------------- | --------- | ------------------- | ---------------------- | --------- | ------- |
| Cristóbal Colón (Ñ)       | 1 - 1     | 24 de Setiembre VP  | Pablo Patricio Bogarín | 7 de mayo | 15:15   |
| 3 de Febrero FBC          | 2 - 3     | Deportivo Recoleta  | Ricardo Brugada        | 7 de mayo | 15:15   |
| Atlántida                 | 1 - 2     | Silvio Pettirossi   | Juan B. Ruiz Díaz      | 7 de mayo | 15:15   |
| Presidente Hayes          | 3 - 3     | General Díaz        | Félix Cabrera          | 7 de mayo | 15:15   |
| General Caballero ZC      | 1 - 2     | Cristóbal Colón JAS | Hugo Bogado Vaceque    | 8 de mayo | 10:00   |
| Olimpia (Itá)             | 2 - 0     | Fulgencio Yegros    | Manuel Gamarra         | 8 de mayo | 15:15   |
| 3 de Noviembre            | 2 - 0     | 29 de Setiembre     | Rubén Ramírez          | 8 de mayo | 15:15   |
| Deportivo Capiatá         | 2 - 0     | Sportivo Limpeño    | Erico Galeano          | 9 de mayo | 10:00   |
| Libre: Atlético Tembetary |           |                     |                        |           |         |

| Fecha 9                 | Fecha 9   | Fecha 9              | Fecha 9                 | Fecha 9    | Fecha 9 |
| Local                   | Resultado | Visitante            | Estadio                 | Día        | Hora    |
| ----------------------- | --------- | -------------------- | ----------------------- | ---------- | ------- |
| General Díaz            | 4 - 2     | Deportivo Capiatá    | Emiliano Ghezzi         | 13 de mayo | 10:00   |
| 29 de Setiembre         | 1 - 0     | General Caballero ZC | Salustiano Zaracho      | 14 de mayo | 15:15   |
| Silvio Pettirossi       | 1 - 0     | 3 de Febrero FBC     | Bernabé Pedrozo         | 14 de mayo | 15:15   |
| Cristóbal Colón JAS     | 3 - 1     | Olimpia (Itá)        | Herminio Ricardo        | 15 de mayo | 15:15   |
| Deportivo Recoleta      | 2 - 1     | Cristóbal Colón (Ñ)  | Roque Battilana         | 15 de mayo | 15:15   |
| 24 de Setiembre VP      | 3 - 3     | Atlético Tembetary   | Próculo Cortázar        | 15 de mayo | 15:15   |
| Fulgencio Yegros        | 0 - 1     | Atlántida            | Parque Fulgencio Yegros | 18 de mayo | 10:00   |
| Sportivo Limpeño        | 1 - 3     | 3 de Noviembre       | Optaciano Gómez         | 18 de mayo | 15:00   |
| Libre: Presidente Hayes |           |                      |                         |            |         |

| Fecha 10                  | Fecha 10  | Fecha 10            | Fecha 10               | Fecha 10   | Fecha 10 |
| Local                     | Resultado | Visitante           | Estadio                | Día        | Hora     |
| ------------------------- | --------- | ------------------- | ---------------------- | ---------- | -------- |
| Atlético Tembetary        | 1 - 2     | Deportivo Recoleta  | Ricardo Gregor         | 20 de mayo | 10:00    |
| Cristóbal Colón (Ñ)       | 0 - 0     | Silvio Pettirossi   | Pablo Patricio Bogarín | 21 de mayo | 15:00    |
| 3 de Febrero FBC          | 4 - 2     | Fulgencio Yegros    | Ricardo Brugada        | 21 de mayo | 15:00    |
| General Caballero ZC      | 0 - 0     | Sportivo Limpeño    | Hugo Bogado Vaceque    | 21 de mayo | 15:00    |
| Olimpia (Itá)             | 2 - 0     | 29 de Setiembre     | Manuel Gamarra         | 21 de mayo | 15:00    |
| Atlántida                 | 1 - 1     | Cristóbal Colón JAS | Juan B. Ruiz Díaz      | 22 de mayo | 15:00    |
| 3 de Noviembre            | 0 - 0     | General Díaz        | Rubén Ramírez          | 22 de mayo | 15:00    |
| Deportivo Capiatá         | 1 - 1     | Presidente Hayes    | Erico Galeano          | 22 de mayo | 15:00    |
| Libre: 24 de Setiembre VP |           |                     |                        |            |          |

| Fecha 11                 | Fecha 11  | Fecha 11             | Fecha 11                | Fecha 11    | Fecha 11 |
| Local                    | Resultado | Visitante            | Estadio                 | Día         | Hora     |
| ------------------------ | --------- | -------------------- | ----------------------- | ----------- | -------- |
| Presidente Hayes         | 1 - 2     | 3 de Noviembre       | Félix Cabrera           | 25 de mayo  | 15:00    |
| 29 de Setiembre          | 1 - 1     | Atlántida            | Salustiano Zaracho      | 25 de mayo  | 15:00    |
| Cristóbal Colón JAS      | 1 - 1     | 3 de Febrero FBC     | Herminio Ricardo        | 25 de mayo  | 15:00    |
| Fulgencio Yegros         | 1 - 1     | Cristóbal Colón (Ñ)  | Parque Fulgencio Yegros | 25 de mayo  | 15:00    |
| Silvio Pettirossi        | 1 - 3     | Atlético Tembetary   | Bernabé Pedrozo         | 25 de mayo  | 15:00    |
| Deportivo Recoleta       | 1 - 1     | 24 de Setiembre VP   | Roque Battilana         | 25 de mayo  | 15:00    |
| General Díaz             | 1 - 2     | General Caballero ZC | Adrián Jara             | 25 de mayo  | 15:15    |
| Sportivo Limpeño         | 0 - 0     | Olimpia (Itá)        | Optaciano Gómez         | 15 de junio | 15:00    |
| Libre: Deportivo Capiatá |           |                      |                         |             |          |

| Fecha 12                  | Fecha 12  | Fecha 12            | Fecha 12               | Fecha 12   | Fecha 12 |
| Local                     | Resultado | Visitante           | Estadio                | Día        | Hora     |
| ------------------------- | --------- | ------------------- | ---------------------- | ---------- | -------- |
| 24 de Setiembre VP        | 0 - 2     | Silvio Pettirossi   | Próculo Cortázar       | 28 de mayo | 15:00    |
| Atlético Tembetary        | 1 - 1     | Fulgencio Yegros    | Complejo Temberary     | 28 de mayo | 15:00    |
| Cristóbal Colón (Ñ)       | 0 - 2     | Cristóbal Colón JAS | Pablo Patricio Bogarín | 28 de mayo | 15:00    |
| Atlántida                 | 2 - 0     | Sportivo Limpeño    | Juan B. Ruiz Díaz      | 28 de mayo | 15:00    |
| General Caballero ZC      | 2 - 0     | Presidente Hayes    | Hugo Bogado Vaceque    | 29 de mayo | 10:00    |
| 3 de Febrero FBC          | 2 - 3     | 29 de Setiembre     | Ricardo Brugada        | 29 de mayo | 15:00    |
| 3 de Noviembre            | 1 - 1     | Deportivo Capiatá   | Rubén Ramírez          | 29 de mayo | 15:00    |
| Olimpia (Itá)             | 0 - 0     | General Díaz        | Salvador Morga         | 30 de mayo | 10:00    |
| Libre: Deportivo Recoleta |           |                     |                        |            |          |

| Fecha 13              | Fecha 13  | Fecha 13             | Fecha 13                | Fecha 13   | Fecha 13 |
| Local                 | Resultado | Visitante            | Estadio                 | Día        | Hora     |
| --------------------- | --------- | -------------------- | ----------------------- | ---------- | -------- |
| Presidente Hayes      | 1 - 0     | Olimpia (Itá)        | Félix Cabrera           | 4 de junio | 15:00    |
| General Díaz          | 2 - 1     | Atlántida            | Adrián Jara             | 4 de junio | 15:00    |
| 29 de Setiembre       | 1 - 2     | Cristóbal Colón (Ñ)  | Salustiano Zaracho      | 4 de junio | 15:00    |
| Deportivo Capiatá     | 2 - 0     | General Caballero ZC | Erico Galeano           | 5 de junio | 10:00    |
| Sportivo Limpeño      | 0 - 3     | 3 de Febrero FBC     | Optaciano Gómez         | 5 de junio | 10:00    |
| Fulgencio Yegros      | 2 - 2     | 24 de Setiembre VP   | Parque Fulgencio Yegros | 5 de junio | 10:00    |
| Silvio Pettirossi     | 1 - 2     | Deportivo Recoleta   | Bernabé Pedrozo         | 5 de junio | 15:00    |
| Cristóbal Colón JAS   | 2 - 4     | Atlético Tembetary   | Gunther Vogel           | 6 de junio | 10:00    |
| Libre: 3 de Noviembre |           |                      |                         |            |          |

| Fecha 14                 | Fecha 14  | Fecha 14            | Fecha 14               | Fecha 14    | Fecha 14 |
| Local                    | Resultado | Visitante           | Estadio                | Día         | Hora     |
| ------------------------ | --------- | ------------------- | ---------------------- | ----------- | -------- |
| 3 de Febrero FBC         | 2 - 2     | General Díaz        | Enrique Soler          | 10 de junio | 10:00    |
| General Caballero ZC     | 2 - 2     | 3 de Noviembre      | Hugo Bogado Vaceque    | 11 de junio | 10:00    |
| Atlántida                | 2 - 1     | Presidente Hayes    | Juan B. Ruiz Díaz      | 11 de junio | 15:00    |
| Olimpia (Itá)            | 2 - 2     | Deportivo Capiatá   | Manuel Gamarra         | 11 de junio | 15:00    |
| Atlético Tembetary       | 1 - 2     | 29 de Setiembre     | Complejo Tembetary     | 12 de junio | 10:00    |
| Deportivo Recoleta       | 2 - 1     | Fulgencio Yegros    | Roque Battilana        | 12 de junio | 15:00    |
| 24 de Setiembre VP       | 2 - 1     | Cristóbal Colón JAS | Próculo Cortázar       | 12 de junio | 15:00    |
| Cristóbal Colón (Ñ)      | 4 - 2     | Sportivo Limpeño    | Pablo Patricio Bogarín | 12 de junio | 15:00    |
| Libre: Silvio Pettirossi |           |                     |                        |             |          |

| Fecha 15                    | Fecha 15  | Fecha 15            | Fecha 15                | Fecha 15    | Fecha 15 |
| Local                       | Resultado | Visitante           | Estadio                 | Día         | Hora     |
| --------------------------- | --------- | ------------------- | ----------------------- | ----------- | -------- |
| Presidente Hayes            | 2 - 1     | 3 de Febrero FBC    | Félix Cabrera           | 18 de junio | 15:00    |
| Cristóbal Colón JAS         | 1 - 1     | Deportivo Recoleta  | Herminio Ricardo        | 18 de junio | 15:00    |
| 3 de Noviembre              | 2 - 1     | Olimpia (Itá)       | Rubén Ramírez           | 18 de junio | 15:00    |
| Sportivo Limpeño            | 1 - 1     | Atlético Tembetary  | Optaciano Gómez         | 18 de junio | 15:00    |
| Fulgencio Yegros            | 3 - 1     | Silvio Pettirossi   | Parque Fulgencio Yegros | 18 de junio | 15:00    |
| 29 de Setiembre             | 0 - 2     | 24 de Setiembre VP  | Salustiano Zaracho      | 19 de junio | 10:00    |
| General Díaz                | 2 - 1     | Cristóbal Colón (Ñ) | Adrián Jara             | 19 de junio | 15:45    |
| Deportivo Capiatá           | 0 - 0     | Atlántida           | Erico Galeano           | 20 de junio | 10:00    |
| Libre: General Caballero ZC |           |                     |                         |             |          |

| Fecha 16                | Fecha 16  | Fecha 16             | Fecha 16               | Fecha 16    | Fecha 16 |
| Local                   | Resultado | Visitante            | Estadio                | Día         | Hora     |
| ----------------------- | --------- | -------------------- | ---------------------- | ----------- | -------- |
| Atlético Tembetary      | 2 - 1     | General Díaz         | Gunther Vogel          | 24 de junio | 10:00    |
| Cristóbal Colón (Ñ)     | 0 - 4     | Presidente Hayes     | Pablo Patricio Bogarín | 25 de junio | 15:00    |
| 3 de Febrero FBC        | 0 - 3     | Deportivo Capiatá    | Ricardo Brugada        | 25 de junio | 15:00    |
| Atlántida               | 3 - 2     | 3 de Noviembre       | Juan B. Ruiz Díaz      | 25 de junio | 15:00    |
| Silvio Pettirossi       | 3 - 1     | Cristóbal Colón JAS  | Bernabé Pedrozo        | 26 de junio | 15:00    |
| Deportivo Recoleta      | 1 - 0     | 29 de Setiembre      | Roque Battilana        | 26 de junio | 15:00    |
| 24 de Setiembre VP      | 4 - 0     | Sportivo Limpeño     | Próculo Cortázar       | 26 de junio | 15:00    |
| Olimpia (Itá)           | 1 - 0     | General Caballero ZC | Manuel Gamarra         | 26 de junio | 15:00    |
| Libre: Fulgencio Yegros |           |                      |                        |             |          |

| Fecha 17             | Fecha 17  | Fecha 17            | Fecha 17            | Fecha 17   | Fecha 17 |
| Local                | Resultado | Visitante           | Estadio             | Día        | Hora     |
| -------------------- | --------- | ------------------- | ------------------- | ---------- | -------- |
| General Díaz         | 3 - 2     | 24 de Setiembre VP  | Adrián Jara         | 1 de julio | 10:00    |
| General Caballero ZC | 1 - 2     | Atlántida           | Hugo Bogado Vaceque | 2 de julio | 15:00    |
| Presidente Hayes     | 3 - 1     | Atlético Tembetary  | Félix Cabrera       | 2 de julio | 15:00    |
| Deportivo Capiatá    | 1 - 0     | Cristóbal Colón (Ñ) | Erico Galeano       | 3 de julio | 10:00    |
| Sportivo Limpeño     | 0 - 4     | Deportivo Recoleta  | Optaciano Gómez     | 3 de julio | 10:00    |
| 3 de Noviembre       | 4 - 1     | 3 de Febrero FBC    | Rubén Ramírez       | 3 de julio | 15:00    |
| 29 de Setiembre      | 0 - 0     | Silvio Pettirossi   | Salustiano Zaracho  | 3 de julio | 15:00    |
| Cristóbal Colón JAS  | 1 - 1     | Fulgencio Yegros    | Herminio Ricardo    | 3 de julio | 15:00    |
| Libre: Olimpia (Itá) |           |                     |                     |            |          |

### Segunda vuelta
| Fecha 18                   | Fecha 18  | Fecha 18            | Fecha 18            | Fecha 18    | Fecha 18 |
| Local                      | Resultado | Visitante           | Estadio             | Día         | Hora     |
| -------------------------- | --------- | ------------------- | ------------------- | ----------- | -------- |
| General Díaz               | 2 - 0     | Deportivo Recoleta  | Adrián Jara         | 15 de julio | 10:00    |
| Deportivo Capiatá          | 0 - 1     | Atlético Tembetary  | Erico Galeano       | 15 de julio | 17:00    |
| Sportivo Limpeño           | 1 - 1     | Silvio Pettirossi   | Optaciano Gómez     | 16 de julio | 15:00    |
| Presidente Hayes           | 1 - 1     | 24 de Setiembre VP  | Félix Cabrera       | 16 de julio | 15:00    |
| General Caballero ZC       | 2 - 0     | 3 de Febrero FBC    | Hugo Bogado Vaceque | 17 de julio | 10:00    |
| 3 de Noviembre             | 2 - 0     | Cristóbal Colón (Ñ) | Rubén Ramírez       | 17 de julio | 15:00    |
| Olimpia (Itá)              | 3 - 1     | Atlántida           | Manuel Gamarra      | 17 de julio | 15:00    |
| 29 de Setiembre            | 3 - 3     | Fulgencio Yegros    | Salustiano Zaracho  | 17 de julio | 15:00    |
| Libre: Cristóbal Colón JAS |           |                     |                     |             |          |

| Fecha 19            | Fecha 19  | Fecha 19             | Fecha 19                | Fecha 19    | Fecha 19 |
| Local               | Resultado | Visitante            | Estadio                 | Día         | Hora     |
| ------------------- | --------- | -------------------- | ----------------------- | ----------- | -------- |
| Fulgencio Yegros    | 1 - 0     | Sportivo Limpeño     | Parque Fulgencio Yegros | 24 de julio | 10:00    |
| 3 de Febrero FBC    | 1 - 1     | Olimpia (Itá)        | Ricardo Brugada         | 24 de julio | 15:00    |
| Cristóbal Colón (Ñ) | 3 - 0     | General Caballero ZC | Pablo Patricio Bogarín  | 24 de julio | 15:00    |
| 24 de Setiembre VP  | 1 - 0     | Deportivo Capiatá    | Próculo Cortázar        | 24 de julio | 15:00    |
| Deportivo Recoleta  | 2 - 1     | Presidente Hayes     | Roque Battilana         | 24 de julio | 15:00    |
| Silvio Pettirossi   | 1 - 1     | General Díaz         | River Plate             | 24 de julio | 15:00    |
| Cristóbal Colón JAS | 2 - 3     | 29 de Setiembre      | Herminio Ricardo        | 24 de julio | 15:00    |
| Atlético Tembetary  | 2 - 0     | 3 de Noviembre       | Erico Galeano           | 25 de julio | 10:00    |
| Libre: Atlántida    |           |                      |                         |             |          |

| Fecha 20               | Fecha 20  | Fecha 20            | Fecha 20            | Fecha 20    | Fecha 20 |
| Local                  | Resultado | Visitante           | Estadio             | Día         | Hora     |
| ---------------------- | --------- | ------------------- | ------------------- | ----------- | -------- |
| Deportivo Capiatá      | 1 - 2     | Deportivo Recoleta  | Erico Galeano       | 29 de julio | 10:00    |
| General Díaz           | 3 - 0     | Fulgencio Yegros    | Adrián Jara         | 30 de julio | 10:00    |
| Sportivo Limpeño       | 0 - 3     | Cristóbal Colón JAS | Optaciano Gómez     | 30 de julio | 15:00    |
| Olimpia (Itá)          | 4 - 0     | Cristóbal Colón (Ñ) | Manuel Gamarra      | 30 de julio | 15:00    |
| Atlántida              | 2 - 0     | 3 de Febrero FBC    | Juan B. Ruiz Díaz   | 30 de julio | 15:00    |
| Presidente Hayes       | 1 - 2     | Silvio Pettirossi   | Félix Cabrera       | 31 de julio | 15:00    |
| 3 de Noviembre         | 2 - 2     | 24 de Setiembre VP  | Rubén Ramírez       | 31 de julio | 15:00    |
| General Caballero ZC   | 1 - 3     | Atlético Tembetary  | Hugo Bogado Vaceque | 31 de julio | 15:00    |
| Libre: 29 de Setiembre |           |                     |                     |             |          |

| Fecha 21                | Fecha 21  | Fecha 21             | Fecha 21                | Fecha 21    | Fecha 21 |
| Local                   | Resultado | Visitante            | Estadio                 | Día         | Hora     |
| ----------------------- | --------- | -------------------- | ----------------------- | ----------- | -------- |
| Atlético Tembetary      | 1 - 1     | Olimpia (Itá)        | Erico Galeano           | 6 de agosto | 10:00    |
| Fulgencio Yegros        | 2 - 2     | Presidente Hayes     | Parque Fulgencio Yegros | 6 de agosto | 10:00    |
| Cristóbal Colón (Ñ)     | 1 - 0     | Atlántida            | Pablo Patricio Bogarín  | 6 de agosto | 15:00    |
| Silvio Pettirossi       | 4 - 3     | Deportivo Capiatá    | Bernabé Pedrozo         | 6 de agosto | 15:00    |
| 24 de Setiembre VP      | 4 - 3     | General Caballero ZC | Próculo Cortázar        | 7 de agosto | 15:00    |
| Cristóbal Colón JAS     | 2 - 1     | General Díaz         | Herminio Ricardo        | 7 de agosto | 15:00    |
| 29 de Setiembre         | 1 - 0     | Sportivo Limpeño     | Salustiano Zaracho      | 7 de agosto | 15:00    |
| Deportivo Recoleta      | 0 - 1     | 3 de Noviembre       | Roque Battilana         | 8 de agosto | 10:00    |
| Libre: 3 de Febrero FBC |           |                      |                         |             |          |

| Fecha 22                | Fecha 22  | Fecha 22            | Fecha 22            | Fecha 22     | Fecha 22 |
| Local                   | Resultado | Visitante           | Estadio             | Día          | Hora     |
| ----------------------- | --------- | ------------------- | ------------------- | ------------ | -------- |
| General Díaz            | 0 - 1     | 29 de Setiembre     | Adrián Jara         | 12 de agosto | 10:00    |
| Atlántida               | 1 - 1     | Atlético Tembetary  | Juan B. Ruiz Díaz   | 12 de agosto | 15:00    |
| Presidente Hayes        | 1 - 0     | Cristóbal Colón JAS | Félix Cabrera       | 13 de agosto | 10:00    |
| General Caballero ZC    | 0 - 0     | Deportivo Recoleta  | Hugo Bogado Vaceque | 13 de agosto | 15:00    |
| Olimpia (Itá)           | 1 - 2     | 24 de Setiembre VP  | Manuel Gamarra      | 13 de agosto | 15:00    |
| 3 de Febrero FBC        | 1 - 1     | Cristóbal Colón (Ñ) | Ricardo Brugada     | 13 de agosto | 15:00    |
| Deportivo Capiatá       | 3 - 0     | Fulgencio Yegros    | Erico Galeano       | 14 de agosto | 10:00    |
| 3 de Noviembre          | 1 - 4     | Silvio Pettirossi   | Rubén Ramírez       | 14 de agosto | 10:00    |
| Libre: Sportivo Limpeño |           |                     |                     |              |          |

| Fecha 23                   | Fecha 23  | Fecha 23             | Fecha 23                | Fecha 23     | Fecha 23 |
| Local                      | Resultado | Visitante            | Estadio                 | Día          | Hora     |
| -------------------------- | --------- | -------------------- | ----------------------- | ------------ | -------- |
| Atlético Tembetary         | 4 - 1     | 3 de Febrero FBC     | Complejo Tembetary      | 17 de agosto | 15:00    |
| 24 de Setiembre VP         | 2 - 1     | Atlántida            | Próculo Cortázar        | 17 de agosto | 15:00    |
| Deportivo Recoleta         | 3 - 2     | Olimpia (Itá)        | Roque Battilana         | 17 de agosto | 15:00    |
| Silvio Pettirossi          | 1 - 2     | General Caballero ZC | Bernabé Pedrozo         | 17 de agosto | 15:00    |
| Fulgencio Yegros           | 1 - 1     | 3 de Noviembre       | Parque Fulgencio Yegros | 17 de agosto | 15:00    |
| Cristóbal Colón JAS        | 1 - 3     | Deportivo Capiatá    | Herminio Ricardo        | 17 de agosto | 15:00    |
| 29 de Setiembre            | 2 - 2     | Presidente Hayes     | Salustiano Zaracho      | 17 de agosto | 15:00    |
| Sportivo Limpeño           | 0 - 2     | General Díaz         | Optaciano Gómez         | 17 de agosto | 15:00    |
| Libre: Cristóbal Colón (Ñ) |           |                      |                         |              |          |

| Fecha 24             | Fecha 24  | Fecha 24            | Fecha 24               | Fecha 24     | Fecha 24 |
| Local                | Resultado | Visitante           | Estadio                | Día          | Hora     |
| -------------------- | --------- | ------------------- | ---------------------- | ------------ | -------- |
| Presidente Hayes     | 2 - 1     | Sportivo Limpeño    | Félix Cabrera          | 20 de agosto | 15:00    |
| Deportivo Capiatá    | 2 - 2     | 29 de Setiembre     | Erico Galeano          | 21 de agosto | 10:00    |
| 3 de Febrero FBC     | 3 - 1     | 24 de Setiembre VP  | Ricardo Brugada        | 21 de agosto | 10:00    |
| 3 de Noviembre       | 0 - 0     | Cristóbal Colón JAS | Rubén Ramírez          | 21 de agosto | 15:00    |
| General Caballero ZC | 1 - 0     | Fulgencio Yegros    | Hugo Bogado Vaceque    | 21 de agosto | 15:00    |
| Olimpia (Itá)        | 5 - 1     | Silvio Pettirossi   | Manuel Gamarra         | 21 de agosto | 15:00    |
| Cristóbal Colón (Ñ)  | 1 - 3     | Atlético Tembetary  | Pablo Patricio Bogarín | 21 de agosto | 15:00    |
| Atlántida            | 3 - 3     | Deportivo Recoleta  | Arsenio Erico          | 22 de agosto | 10:00    |
| Libre: General Díaz  |           |                     |                        |              |          |

| Fecha 25                  | Fecha 25  | Fecha 25             | Fecha 25                | Fecha 25     | Fecha 25 |
| Local                     | Resultado | Visitante            | Estadio                 | Día          | Hora     |
| ------------------------- | --------- | -------------------- | ----------------------- | ------------ | -------- |
| General Díaz              | 1 - 2     | Presidente Hayes     | Adrián Jara             | 26 de agosto | 10:00    |
| Sportivo Limpeño          | 2 - 1     | Deportivo Capiatá    | Optaciano Gómez         | 27 de agosto | 15:00    |
| Fulgencio Yegros          | 0 - 0     | Olimpia (Itá)        | Parque Fulgencio Yegros | 28 de agosto | 10:00    |
| 24 de Setiembre VP        | 2 - 0     | Cristóbal Colón (Ñ)  | Próculo Cortázar        | 28 de agosto | 15:00    |
| Deportivo Recoleta        | 5 - 2     | 3 de Febrero FBC     | Roque Battilana         | 28 de agosto | 15:00    |
| Silvio Pettirossi         | 1 - 2     | Atlántida            | Bernabé Pedrozo         | 28 de agosto | 15:00    |
| Cristóbal Colón JAS       | 2 - 0     | General Caballero ZC | Herminio Ricardo        | 28 de agosto | 15:00    |
| 29 de Setiembre           | 0 - 3     | 3 de Noviembre       | Salustiano Zaracho      | 28 de agosto | 15:00    |
| Libre: Atlético Tembetary |           |                      |                         |              |          |

| Fecha 26                | Fecha 26  | Fecha 26            | Fecha 26               | Fecha 26        | Fecha 26 |
| Local                   | Resultado | Visitante           | Estadio                | Día             | Hora     |
| ----------------------- | --------- | ------------------- | ---------------------- | --------------- | -------- |
| Atlético Tembetary      | 4 - 1     | 24 de Setiembre VP  | Erico Galeano          | 2 de septiembre | 15:00    |
| General Caballero ZC    | 4 - 2     | 29 de Setiembre     | Hugo Bogado Vaceque    | 3 de septiembre | 15:00    |
| Olimpia (Itá)           | 2 - 1     | Cristóbal Colón JAS | Manuel Gamarra         | 3 de septiembre | 15:00    |
| Atlántida               | 2 - 1     | Fulgencio Yegros    | Juan B. Ruiz Díaz      | 3 de septiembre | 15:00    |
| 3 de Febrero FBC        | 2 - 2     | Silvio Pettirossi   | Ricardo Brugada        | 3 de septiembre | 15:00    |
| 3 de Noviembre          | 3 - 1     | Sportivo Limpeño    | Rubén Ramírez          | 4 de septiembre | 15:00    |
| Cristóbal Colón (Ñ)     | 0 - 2     | Deportivo Recoleta  | Pablo Patricio Bogarín | 4 de septiembre | 15:00    |
| Deportivo Capiatá       | 2 - 0     | General Díaz        | Erico Galeano          | 5 de septiembre | 10:00    |
| Libre: Presidente Hayes |           |                     |                        |                 |          |

| Fecha 27                  | Fecha 27  | Fecha 27             | Fecha 27                | Fecha 27         | Fecha 27 |
| Local                     | Resultado | Visitante            | Estadio                 | Día              | Hora     |
| ------------------------- | --------- | -------------------- | ----------------------- | ---------------- | -------- |
| Deportivo Recoleta        | 2 - 0     | Atlético Tembetary   | Roque Battilana         | 9 de septiembre  | 10:00    |
| General Díaz              | 0 - 1     | 3 de Noviembre       | Emiliano Ghezzi         | 9 de septiembre  | 15:00    |
| Fulgencio Yegros          | 1 - 1     | 3 de Febrero FBC     | Parque Fulgencio Yegros | 10 de septiembre | 10:00    |
| Presidente Hayes          | 1 - 1     | Deportivo Capiatá    | Félix Cabrera           | 10 de septiembre | 10:00    |
| Silvio Pettirossi         | 0 - 0     | Cristóbal Colón (Ñ)  | Bernabé Pedrozo         | 10 de septiembre | 15:00    |
| Sportivo Limpeño          | 1 - 2     | General Caballero ZC | Optaciano Gómez         | 10 de septiembre | 15:00    |
| 29 de Setiembre           | 1 - 0     | Olimpia (Itá)        | Salustiano Zaracho      | 11 de septiembre | 10:00    |
| Cristóbal Colón JAS       | 0 - 2     | Atlántida            | Herminio Ricardo        | 11 de septiembre | 15:00    |
| Libre: 24 de Setiembre VP |           |                      |                         |                  |          |

| Fecha 28                 | Fecha 28  | Fecha 28            | Fecha 28               | Fecha 28         | Fecha 28 |
| Local                    | Resultado | Visitante           | Estadio                | Día              | Hora     |
| ------------------------ | --------- | ------------------- | ---------------------- | ---------------- | -------- |
| 3 de Noviembre           | 2 - 2     | Presidente Hayes    | Rubén Ramírez          | 14 de septiembre | 15:00    |
| General Caballero ZC     | 0 - 1     | General Díaz        | Hugo Bogado Vaceque    | 14 de septiembre | 15:00    |
| Olimpia (Itá)            | 1 - 1     | Sportivo Limpeño    | Manuel Gamarra         | 14 de septiembre | 15:00    |
| Atlántida                | 3 - 0     | 29 de Setiembre     | Juan B. Ruiz Díaz      | 14 de septiembre | 15:00    |
| 3 de Febrero FBC         | 1 - 2     | Cristóbal Colón JAS | Ricardo Brugada        | 14 de septiembre | 15:00    |
| Cristóbal Colón (Ñ)      | 2 - 2     | Fulgencio Yegros    | Pablo Patricio Bogarín | 14 de septiembre | 15:00    |
| Atlético Tembetary       | 3 - 0     | Silvio Pettirossi   | Complejo Tembetary     | 14 de septiembre | 15:00    |
| 24 de Setiembre VP       | 0 - 0     | Deportivo Recoleta  | Próculo Cortázar       | 14 de septiembre | 15:00    |
| Libre: Deportivo Capiatá |           |                     |                        |                  |          |

| Fecha 29                  | Fecha 29  | Fecha 29             | Fecha 29                | Fecha 29         | Fecha 29 |
| Local                     | Resultado | Visitante            | Estadio                 | Día              | Hora     |
| ------------------------- | --------- | -------------------- | ----------------------- | ---------------- | -------- |
| Sportivo Limpeño          | 0 - 1     | Atlántida            | Optaciano Gómez         | 17 de septiembre | 15:00    |
| Presidente Hayes          | 1 - 1     | General Caballero ZC | Félix Cabrera           | 17 de septiembre | 15:00    |
| Deportivo Capiatá         | 0 - 0     | 3 de Noviembre       | Erico Galeano           | 17 de septiembre | 15:00    |
| General Díaz              | 2 - 0     | Olimpia (Itá)        | Adrián Jara             | 18 de septiembre | 10:00    |
| Fulgencio Yegros          | 3 - 2     | Atlético Tembetary   | Parque Fulgencio Yegros | 18 de septiembre | 10:00    |
| 29 de Setiembre           | 1 - 2     | 3 de Febrero FBC     | Salustiano Zaracho      | 18 de septiembre | 10:00    |
| Silvio Pettirossi         | 2 - 4     | 24 de Setiembre VP   | Bernabé Pedrozo         | 18 de septiembre | 15:00    |
| Cristóbal Colón JAS       | 0 - 0     | Cristóbal Colón (Ñ)  | Enrique Soler           | 19 de septiembre | 10:00    |
| Libre: Deportivo Recoleta |           |                      |                         |                  |          |

| Fecha 30              | Fecha 30  | Fecha 30            | Fecha 30               | Fecha 30         | Fecha 30 |
| Local                 | Resultado | Visitante           | Estadio                | Día              | Hora     |
| --------------------- | --------- | ------------------- | ---------------------- | ---------------- | -------- |
| Atlántida             | 1 - 2     | General Díaz        | Emiliano Ghezzi        | 23 de septiembre | 10:00    |
| Deportivo Recoleta    | 3 - 1     | Silvio Pettirossi   | Roque Battilana        | 23 de septiembre | 10:00    |
| Atlético Tembetary    | 1 - 2     | Cristóbal Colón JAS | Erico Galeano          | 23 de septiembre | 15:00    |
| 24 de Setiembre VP    | 2 - 1     | Fulgencio Yegros    | Próculo Cortázar       | 23 de septiembre | 15:00    |
| 3 de Febrero FBC      | 1 - 0     | Sportivo Limpeño    | Ricardo Brugada        | 24 de septiembre | 10:00    |
| Olimpia (Itá)         | 3 - 1     | Presidente Hayes    | Manuel Gamarra         | 24 de septiembre | 15:00    |
| Cristóbal Colón (Ñ)   | 1 - 0     | 29 de Setiembre     | Pablo Patricio Bogarín | 24 de septiembre | 15:00    |
| General Caballero ZC  | 0 - 2     | Deportivo Capiatá   | Hugo Bogado Vaceque    | 25 de septiembre | 15:00    |
| Libre: 3 de Noviembre |           |                     |                        |                  |          |

| Fecha 31                 | Fecha 31  | Fecha 31             | Fecha 31                | Fecha 31         | Fecha 31 |
| Local                    | Resultado | Visitante            | Estadio                 | Día              | Hora     |
| ------------------------ | --------- | -------------------- | ----------------------- | ---------------- | -------- |
| Fulgencio Yegros         | 1 - 4     | Deportivo Recoleta   | Parque Fulgencio Yegros | 30 de septiembre | 10:00    |
| 29 de Setiembre          | 0 - 6     | Atlético Tembetary   | Salustiano Zaracho      | 30 de septiembre | 15:00    |
| Sportivo Limpeño         | 1 - 1     | Cristóbal Colón (Ñ)  | Optaciano Gómez         | 30 de septiembre | 15:00    |
| Presidente Hayes         | 0 - 1     | Atlántida            | Félix Cabrera           | 30 de septiembre | 15:00    |
| Deportivo Capiatá        | 3 - 1     | Olimpia (Itá)        | Erico Galeano           | 30 de septiembre | 15:00    |
| General Díaz             | 2 - 1     | 3 de Febrero FBC     | Adrián Jara             | 2 de octubre     | 10:00    |
| 3 de Noviembre           | 1 - 0     | General Caballero ZC | Rubén Ramírez           | 2 de octubre     | 15:30    |
| Cristóbal Colón JAS      | 1 - 4     | 24 de Setiembre VP   | Gunther Vogel           | 3 de octubre     | 10:00    |
| Libre: Silvio Pettirossi |           |                      |                         |                  |          |

| Fecha 32                    | Fecha 32  | Fecha 32            | Fecha 32               | Fecha 32     | Fecha 32 |
| Local                       | Resultado | Visitante           | Estadio                | Día          | Hora     |
| --------------------------- | --------- | ------------------- | ---------------------- | ------------ | -------- |
| 3 de Febrero FBC            | 2 - 1     | Presidente Hayes    | Ricardo Brugada        | 8 de octubre | 10:00    |
| Atlántida                   | 0 - 0     | Deportivo Capiatá   | Juan B. Ruiz Díaz      | 8 de octubre | 15:30    |
| Atlético Tembetary          | 2 - 0     | Sportivo Limpeño    | Complejo Tembetary     | 8 de octubre | 15:30    |
| Deportivo Recoleta          | 4 - 1     | Cristóbal Colón JAS | Roque Battilana        | 8 de octubre | 15:30    |
| Olimpia (Itá)               | 1 - 3     | 3 de Noviembre      | Manuel Gamarra         | 9 de octubre | 15:30    |
| Cristóbal Colón (Ñ)         | 2 - 1     | General Díaz        | Pablo Patricio Bogarín | 9 de octubre | 15:30    |
| 24 de Setiembre VP          | 2 - 1     | 29 de Setiembre     | Próculo Cortázar       | 9 de octubre | 15:30    |
| Silvio Pettirossi           | 4 - 2     | Fulgencio Yegros    | Bernabé Pedrozo        | 9 de octubre | 15:30    |
| Libre: General Caballero ZC |           |                     |                        |              |          |

| Fecha 33                | Fecha 33  | Fecha 33               | Fecha 33            | Fecha 33      | Fecha 33 |
| Local                   | Resultado | Visitante              | Estadio             | Día           | Hora     |
| ----------------------- | --------- | ---------------------- | ------------------- | ------------- | -------- |
| Presidente Hayes        | 1 - 0     | Cristóbal Colón (Ñ)    | Félix Cabrera       | 14 de octubre | 15:30    |
| General Caballero ZC    | 1 - 0     | Olimpia (Itá)          | Hugo Bogado Vaceque | 14 de octubre | 15:30    |
| Sportivo Limpeño        | 2 - 2     | 24 de Setiembre VP     | Martín Torres       | 15 de octubre | 10:00    |
| 3 de Noviembre          | 0 - 3     | Atlántida              | Rubén Ramírez       | 15 de octubre | 10:00    |
| General Díaz            | 1 - 3     | Atlético Tembetary     | Adrián Jara         | 15 de octubre | 10:00    |
| Cristóbal Colón JAS     | 0 - 0     | Silvio Pettirossi      | Herminio Ricardo    | 15 de octubre | 15:30    |
| Deportivo Capiatá       | 6 - 1     | 3 de Febrero FBC       | Erico Galeano       | 15 de octubre | 15:30    |
| 29 de Setiembre         | 3 - 1     | Deportivo Recoleta (C) | Salustiano Zaracho  | 16 de octubre | 15:30    |
| Libre: Fulgencio Yegros |           |                        |                     |               |          |

| Fecha 34             | Fecha 34  | Fecha 34             | Fecha 34                | Fecha 34      | Fecha 34 |
| Local                | Resultado | Visitante            | Estadio                 | Día           | Hora     |
| -------------------- | --------- | -------------------- | ----------------------- | ------------- | -------- |
| Silvio Pettirossi    | 2 - 3     | 29 de Setiembre      | Bernabé Pedrozo         | 19 de octubre | 15:30    |
| Fulgencio Yegros     | 2 - 2     | Cristóbal Colón JAS  | Parque Fulgencio Yegros | 21 de octubre | 10:00    |
| 3 de Febrero FBC     | 4 - 5     | 3 de Noviembre       | Ricardo Brugada         | 21 de octubre | 15:30    |
| Cristóbal Colón (Ñ)  | 1 - 1     | Deportivo Capiatá    | Pablo Patricio Bogarín  | 21 de octubre | 15:30    |
| Deportivo Recoleta   | 5 - 1     | Sportivo Limpeño     | Roque Battilana         | 22 de octubre | 10:00    |
| Atlántida            | 3 - 0     | General Caballero ZC | Juan B. Ruiz Díaz       | 23 de octubre | 15:30    |
| Atlético Tembetary   | 1 - 2     | Presidente Hayes     | Complejo Tembetary      | 23 de octubre | 15:30    |
| 24 de Setiembre VP   | 3 - 1     | General Díaz         | Próculo Cortázar        | 23 de octubre | 15:30    |
| Libre: Olimpia (Itá) |           |                      |                         |               |          |

### Resultados
| Local \ Visitante    | CAP | GDZ | TEM | CCJ | HAY | OLI | 29S | CCÑ | CSP | LIM | 24S | REC | ATL | 3NO | 3FR | FUL | GCZ |
| -------------------- | --- | --- | --- | --- | --- | --- | --- | --- | --- | --- | --- | --- | --- | --- | --- | --- | --- |
| Deportivo Capiatá    |     | 2–0 | 0–1 | 2–1 | 1–1 | 3–1 | 2–2 | 1–0 | 2–1 | 2–0 | 1–1 | 1–2 | 0–0 | 0–0 | 6–1 | 3–0 | 2–0 |
| General Díaz         | 4–2 |     | 1–3 | 3–0 | 1–2 | 2–0 | 0–1 | 2–1 | 1–0 | 2–1 | 3–2 | 2–0 | 2–1 | 0–1 | 2–1 | 3–0 | 1–2 |
| Atlético Tembetary   | 1–1 | 2–1 |     | 1–2 | 1–2 | 1–1 | 1–2 | 1–1 | 3–0 | 2–0 | 4–1 | 1–2 | 2–2 | 2–0 | 4–1 | 1–1 | 3–1 |
| Cristóbal Colón JAS  | 1–3 | 2–1 | 2–4 |     | 1–3 | 3–1 | 2–3 | 0–0 | 0–0 | 1–1 | 1–4 | 1–1 | 0–2 | 0–0 | 1–1 | 1–1 | 2–0 |
| Presidente Hayes     | 1–1 | 3–3 | 3–1 | 1–0 |     | 1–0 | 2–1 | 1–0 | 1–2 | 2–1 | 1–1 | 0–1 | 0–1 | 1–2 | 2–1 | 1–0 | 1–1 |
| Olimpia (Itá)        | 2–2 | 0–0 | 0–1 | 2–1 | 3–1 |     | 2–0 | 4–0 | 5–1 | 1–1 | 1–2 | 1–1 | 3–1 | 1–3 | 2–2 | 2–0 | 1–0 |
| 29 de Setiembre      | 1–2 | 1–6 | 0–6 | 0–0 | 2–2 | 1–0 |     | 1–2 | 0–0 | 1–0 | 0–2 | 3–1 | 1–1 | 0–3 | 1–2 | 3–3 | 1–0 |
| Cristóbal Colón (Ñ)  | 1–1 | 2–1 | 1–3 | 0–2 | 0–4 | 0–1 | 1–0 |     | 0–0 | 4–2 | 1–1 | 0–2 | 1–0 | 2–1 | 5–0 | 2–2 | 3–0 |
| Silvio Pettirossi    | 4–3 | 1–1 | 1–3 | 3–1 | 0–0 | 1–0 | 2–3 | 0–0 |     | 1–1 | 2–4 | 1–2 | 1–2 | 1–2 | 1–0 | 4–2 | 1–2 |
| Sportivo Limpeño     | 2–1 | 0–2 | 1–1 | 0–3 | 2–2 | 0–0 | 3–3 | 1–1 | 1–1 |     | 2–2 | 0–4 | 0–1 | 1–3 | 0–3 | 2–0 | 1–2 |
| 24 de Setiembre VP   | 1–0 | 3–1 | 3–3 | 2–1 | 1–0 | 5–3 | 2–1 | 2–0 | 0–2 | 4–0 |     | 0–0 | 2–1 | 0–2 | 4–2 | 2–1 | 4–3 |
| Deportivo Recoleta   | 0–0 | 3–2 | 2–0 | 4–1 | 2–1 | 3–2 | 1–0 | 2–1 | 3–1 | 5–1 | 1–1 |     | 1–2 | 0–1 | 5–2 | 2–1 | 2–1 |
| Atlántida            | 0–0 | 1–2 | 1–1 | 1–1 | 2–1 | 3–0 | 3–0 | 1–0 | 1–2 | 2–0 | 1–2 | 3–3 |     | 3–2 | 2–0 | 2–1 | 3–0 |
| 3 de Noviembre       | 1–1 | 0–0 | 1–2 | 0–0 | 2–2 | 2–1 | 2–0 | 2–0 | 1–4 | 3–1 | 2–2 | 1–1 | 0–3 |     | 4–1 | 2–1 | 1–0 |
| 3 de Febrero FBC     | 0–3 | 2–2 | 0–3 | 1–2 | 2–1 | 1–1 | 2–3 | 1–1 | 2–2 | 1–0 | 3–1 | 2–3 | 1–2 | 4–5 |     | 4–2 | 4–0 |
| Fulgencio Yegros     | 0–4 | 1–3 | 3–2 | 2–2 | 2–2 | 0–0 | 0–1 | 1–1 | 3–1 | 1–0 | 2–2 | 1–4 | 0–1 | 1–1 | 1–1 |     | 1–0 |
| General Caballero ZC | 0–2 | 0–1 | 1–3 | 1–2 | 2–0 | 1–0 | 4–2 | 0–2 | 0–3 | 0–0 | 0–3 | 0–0 | 1–2 | 2–2 | 2–0 | 1–0 |     |

## Campeón
|                              |
| Deportivo Recoleta 2º título |

## Puntaje promedio
El promedio de puntos de un club es el cociente que se obtiene de la división de su puntaje acumulado en las últimas tres temporadas en la división, por la cantidad de partidos que haya jugado durante dicho período. Este determina, al final de cada temporada, a los equipos que descenderán a la Primera División C.
- Actualizado el 23 de octubre de 2022.

| Pos. | Equipo               | Prom. | Pts. | PJ | '19 | '21 | '22 |
| ---- | -------------------- | ----- | ---- | -- | --- | --- | --- |
| 1º   | Atlético Tembetary   | 1.813 | 174  | 96 | 66  | 49  | 59  |
| 2º   | General Díaz         | 1.688 | 54   | 32 | -   | -   | 54  |
| 3º   | Deportivo Capiatá    | 1.656 | 53   | 32 | -   | -   | 53  |
| 4º   | 24 de Septiembre VP  | 1.635 | 157  | 96 | 63  | 31  | 63  |
| 5º   | 29 de Septiembre     | 1.552 | 149  | 96 | 67  | 45  | 37  |
| 6º   | Deportivo Recoleta   | 1.531 | 147  | 96 | 49  | 30  | 68  |
| 7º   | Cristóbal Colón JAS  | 1.500 | 144  | 96 | 56  | 53  | 35  |
| 8º   | Cristóbal Colón (Ñ)  | 1.438 | 138  | 96 | 60  | 41  | 37  |
| 9º   | Atlántida            | 1.375 | 132  | 96 | 39  | 32  | 61  |
| 10º  | Presidente Hayes     | 1.354 | 130  | 96 | 41  | 43  | 46  |
| 11º  | 3 de Noviembre       | 1.313 | 126  | 96 | 32  | 36  | 58  |
| 12º  | Silvio Pettirossi    | 1.219 | 39   | 32 | -   | -   | 39  |
| 13º  | Olimpia (Itá)        | 1.210 | 75   | 62 | -   | 39  | 36  |
| 14º  | 3 de Febrero FBC     | 1.073 | 103  | 96 | 42  | 33  | 28  |
| 15º  | Sportivo Limpeño     | 1.000 | 96   | 96 | 41  | 38  | 17  |
| 16º  | General Caballero ZC | 0.875 | 28   | 32 | -   | -   | 28  |
| 17º  | Fulgencio Yegros     | 0.719 | 23   | 32 | -   | -   | 23  |

     En zona de descenso a la Primera División C.

## Goleadores
| Pos. | Jugador           | Club               | Goles |
| ---- | ----------------- | ------------------ | ----- |
| 1    | Víctor Velazco    | Presidente Hayes   | 20    |
| 2    | Armando Pessolani | 24 de Setiembre VP | 19    |
| 3    | Hugo Benítez      | Deportivo Capiatá  | 17    |
| 4    | Blas González     | Deportivo Recoleta | 14    |
| 5    | Diego Doldán      | General Díaz       | 14    |
| 6    | Bill López        | Atlético Tembetary | 13    |
| 7    | Walter Pacheco    | Olimpia (Itá)      | 11    |
| 8    | Pedro González    | Olimpia (Itá)      | 11    |
| 9    | Diego Zárate      | 3 de Febrero FBC   | 10    |
| 10   | Víctor Zorrilla   | Deportivo Recoleta | 10    |
| 11   | Daniel Valdovinos | 3 de Febrero FBC   | 10    |
| 12   | Ronald Duarte     | Atlántida          | 9     |
| 13   | Luis Torres       | General Díaz       | 9     |
| 14   | Alejandro Cañiza  | Silvio Pettirossi  | 9     |
| 15   | Mario Ricardo     | 24 de Setiembre VP | 9     |